# Georg Rechberger
Georg Rechberger  (* 10. Mai 1758 in Linz; † 13. Dezember 1808 ebenda) war ein österreichischer Kirchenrechtler. Er war der erste Kanzler des neugegründeten Bistums Linz.

## Leben
Rechberger absolvierte das Linzer Gymnasium und anschließend am Linzer Lyzeum die philosophischen Jahrgänge. Danach wechselte er an die Universität Wien, an der er Rechtswissenschaft studierte. Das Studium schloss er 1779 mit der Promotion zum Doktor der Rechte ab. Er kehrte nach Linz zurück und legte am 4. Mai 1780 den Advokateneid bei der Landeshauptmannschaft ab.
Rechberger wurde im Jänner 1785 Kanzler des im selben Monat eingerichteten Bistums Linz. Am 30. April 1785 erhielt er außerdem eine Stelle als weltlicher Konsistorialrat mit Sitz und Stimme. Er wirkte unter den Bischöfen Ernest Johann Nepomuk Graf Herberstein und Joseph Anton Gall am Aufbau des Bistums mit und war wesentlich am Aufbau der theologischen Lehranstalt sowie des Priesterseminars beteiligt.
Rechberger verfasste das Handbuch des Oesterreichischen Kirchenrechts, das über 25 Jahre bis 1834 vorgeschriebenes Lehrbuch in den österreichischen Lehranstalten war. Im Jahr 1820 setzte die Glaubenskongregation das Werk auf den Index.
Rechberger hatte insgesamt 15 Kinder, darunter der Linzer Domherr Augustin Rechberger.

## Werke (Auswahl)
- De advocatis s. causarum patronis. Wien 1780.
- Handbuch des Oesterreichischen Kirchenrechts. 2 Bände, Haslinger, Linz 1807 (mehrere Auflagen bis 1824).
  - Enchiridion iuris ecclesiastici Austriaci. 2 Bände, Haslinger, Linz 1809 (mehrere Auflagen bis 1824).
- Anleitung zum geistlichen Geschäftsstyl in den österreichischen Staaten mit vielen Beyspielen. Haslinger, Linz 1807.